# Triphleba truncata
Triphleba truncata är en tvåvingeart som beskrevs av Mikhailovskaya 1999. Triphleba truncata ingår i släktet Triphleba och familjen puckelflugor. Inga underarter finns listade i Catalogue of Life.